# Miercurea Nirajului
Miercurea Nirajului (węg. Nyárádszereda, niem. Sereda) – miasto w Rumunii, w okręgu Marusza. Liczy 5.824 mieszkańców (2002).